# Slayyyter
Slayyyter, właściwie Catherine Grace Garner (ur. 17 września 1996 w St. Louis) – amerykańska piosenkarka i autorka tekstów.

## Życiorys

### Wczesne Życie
Slayyyter pochodzi z Kirkwood, które jest w sąsiedztwie St. Louis w stanie Missouri, gdzie „mieszkała przez prawie całe życie”. Chodziła do prywatnych szkół podstawowych, a później kontynuowała naukę w szkole publicznej, gdzie „po raz pierwszy zaproponowano jej świetne zajęcia muzyczne”.

### 2017–2018: Wczesne podejścia do muzyki i pierwsze wydane single
Slayyyter spędziła rok w college’u, studiując na Uniwersytecie Missouri. Ten czas był „kosztownym eksperymentem”, w którym rozpoczęła karierę muzyczną, pisząc „lo-fi pop z lat 80.”, który sama produkowała i redagowała, ale którego nigdy nie opublikowała. Później zrezygnowała ze studiów i całkowicie poświęciła się swojej muzycznej karierze. Jej najczęstsza kolaboratorka, Ayesha Erotica, pochodzi z południowej Kalifornii. Artystki poznały się za pośrednictwem Twittera, gdzie Slayyyter po raz pierwszy zyskała fanów. Artystka przypisuje że społeczność Stan Twitter przedstawiła ją Ayeshy. Oprócz debiutanckiego singla Slayyyter „BFF”, pojawiły się również single „Ghost”, „Candy”, „Alone”, „Hello Kitty” (wyprodukowane przez Boy Sim, ale napisane/sprzedane przez Ayeshę) oraz „All I Want for XXXmas” ze współpracy obu artystów. Wśród wydanych w 2018 roku singli Slayyyter znalazły się „I’m High” (produkowane przez GhostHaus) i „Platform Shoes” (produkowane przez Boy Sim).

### 2019–2020: single, The Mini Tour,Slayyyter
Po 14-sekundowym fragmencie utworu, który przyciągnął uwagę na Twitterze zdobywając ponad 200 000 wyświetleń, singiel „Mine” został wydany w Walentynki i w niecałe 24 godziny osiągnął 38 pozycję na liście przebojów iTunes w Stanach Zjednoczonych. W czerwcu 2019 roku Slayyyter wyruszyła w swoją wyprzedaną, debiutancką trasę koncertową zatytułowaną „The Mini Tour”. Trasa rozpoczęła się 24 czerwca w Nowym Jorku, a zakończyła 27 lipca w jej rodzinnym St. Louis. 17 września 2019 Slayyyter wydała swój własny mixtape Slayyyter na iTunes. Mixtape zajął 4. miejsce na amerykańskiej liście pop iTunes i 14. miejsce na amerykańskiej liście albumów iTunes. Wydała remiks „Gimme More” Britney Spears na swoim SoundCloud w kwietniu 2020 roku. W październiku i listopadzie wydała single „Self Destruct” i „Throatzillaaa”.

### 2021:Troubled ParadiseiTroubled Paradise Tour
Debiutancki album studyjny Slayyyter, Troubled Paradise, został wydany 11 czerwca 2021 przez Fader Label. Tytułowy utwór i jego teledysk zostały wydane 22 stycznia. 26 stycznia Heidi Montag potwierdziła na Twitterze, że będzie współpracować ze Slayyyter. 26 lutego wydała piosenkę „Clouds”. 9 kwietnia wydała singiel „Cowboys”, a 7 maja wydała kolejny singiel „Over This!”. 5 listopada 2021 wspólnie z Big Freddią wydała singiel „Stupid Boy”.

### Od 2022
Jej utwór „Daddy AF” pojawił się jako utwór otwierający film Bodies Bodies Bodies. 9 czerwca 2023 wydała synth-popowy singiel „Out Of Time”.
20 lipca 2023 ogłosiła, że jej drugi album Starfucker ma zostać wydany 22 września, a „Out Of Time” będzie jego głównym singlem. Następnego dnia wydała singiel „Miss Belladonna”.
Starfucker został wydany 22 września 2023, a wersja deluxe - 1 grudnia tego samego roku. Jest to pierwszy album Slayyyter, który znalazł się na listach przebojów, debiutując na 17. miejscu na liście Billboard's Top Dance/Electronic Albums i osiągając szczyt na 10. miejscu. Album otrzymał pozytywne recenzje od krytyków, a wielu uznało go za jeden z najlepszych w 2023.
20 września 2024 wydała singiel „No Comma”.

### Styl muzyczny
Jej styl muzyczny został porównany do Britney Spears, Lindsay Lohan i Paris Hilton, a także brzmiący nieco jak Charli XCX. Slayyyter wymienia Spears, Fergie, Timbalanda, Nelly Furtado, Lady Gagę, Taylor Swift, Justina Timberlake’a, Madonnę, Heidi Montag, Janet Jackson i Whitney Houston jako niektórych artystów, których słuchała najczęściej dorastając i którzy ostatecznie wpłynęli na jej styl muzyczny. Styl wizualny Slayyyter został zdefiniowany jako „odrębna era MySpace”. Często współpracuje z brytyjskim artystą Glitchmood.

### Życie prywatne
Jest biseksualna. Slayyyter wcześniej próbowała zachować swoje prawdziwe nazwisko w tajemnicy, używając pseudonimu Catherine Slater, który był wymieniany w mediach jako jej prawdziwe nazwisko, próbując trzymać fanów i prasę z dala od swojej rodziny.